# University of Hawaii at Manoa Men's Volleyball 2013
Questa voce raccoglie le informazioni riguardanti la University of Hawaii at Manoa Men's Volleyball nella stagione 2013.

## Stagione
La stagione 2013 è la quarta per Charlie Wade alla guida dei Rainbow Warriors. Nel suo staff ci sono: Jeff Hall, al secondo anno come allenatore associato, Sean Carney, nuovo assistente allenatore, Anton Willert, nelle vesti di team manager e responsabile video, Kelly Ong, nel ruolo di statistica per il secondo anno consecutivo, e Mauli‘a La Barre, che entra a far parte del programma come assistente allenatore volontario.
La rosa dei Rainbow Warrios subisce una notevole rivoluzione rispetto alla stagione precedente: sono ben undici i nuovi arrivati, dei quali ben sette si sono trasferiti da altre università, mentre i restanti quattro provengono tutti dalle scuole superiori; in uscita si registrano ben tredici partenze tra giocatori che hanno concluso la propria carriera o altri che hanno lasciato il programma in anticipo.
La stagione per i Rainbow Warriors inizia il 4 gennaio, decisamente col piede sbagliato: nei primi quattro incontri di regular season arrivano solo sconfitte. Per la prima vittoria della squadra bisogna quindi attendere il quinto incontro stagionale, nel quale la squadra piega al quinto set la University of California, Los Angeles. Negli otto incontri che seguono il bilancio del club è di quattro vittorie ed altrettante sconfitte, ma questa fase di risultati alterni viene seguita da un nuovo periodo negativo, che vede i Rainbow Warriors sconfitti due volte nella trasferta contro la University of California, Irvine e due volte a domicilio contro la California State University, Northridge. I doppi confronti con le ultime cinque avversarie rimaste fanno registrare sei vittorie e quattro sconfitte. Con un record di undici vittorie in ventotto incontri i Rainbow Warriors si presentano al Torneo MPSF come testa di serie numero 8, terminando la propria corsa già ai quarti di finale, sconfitti al tie break dalla Brigham Young University, testa di serie numero 1.
Tra i giocatori il solo Siniša Žarković riceve un riconoscimento individuale, inserito nell'All-MPSF Freshman Team.

## Organigramma societario
Area direttiva
- Presidente: Rockne Freitas
- Team manager: Anton Willert

Area tecnica
- Allenatore: Charlie Wade
- Allenatore associato: Jeff Hall
- Assistente allenatore: Sean Carney
- Assistente allenatore volontario: Mauli‘a La Barre
- Coordinatore video: Anton Willert
- Statistico: Kelly Ong

## Rosa
| N° | Nome                | Ruolo | Data di nascita | Nazionalità sportiva | Anno      |
| -- | ------------------- | ----- | --------------- | -------------------- | --------- |
| 1  | Garrett Komisarek   | L     |                 | Stati Uniti          | Junior    |
| 2  | Joby Ramos          | P     |                 | Stati Uniti          | Junior    |
| 3  | Scott Hartley       | S     |                 | Stati Uniti          | Junior    |
| 5  | Max Wechsung        | P     |                 | Stati Uniti          | Junior    |
| 6  | Kolby Kanetake      | L     |                 | Stati Uniti          | Freshman  |
| 7  | Johann Timmer       | S/O   |                 | Nuova Zelanda        | Sophomore |
| 8  | Ryan Leung          | S/O   |                 | Stati Uniti          | Junior    |
| 9  | Harrison Phelps     | L     |                 | Stati Uniti          | Junior    |
| 10 | Kainoa Mitchell     | L     |                 | Stati Uniti          | Sophomore |
| 11 | Brook Sedore        | S     | 22 aprile 1993  | Canada               | Sophomore |
| 12 | Nick West           | C     |                 | Stati Uniti          | Junior    |
| 13 | Taylor Averill      | C     | 5 marzo 1992    | Stati Uniti          | Sophomore |
| 14 | Zach Radner         | C     |                 | Stati Uniti          | Freshman  |
| 15 | Jan-Philipp Marks   | S/O   | 27 maggio 1992  | Germania             | Sophomore |
| 16 | Siniša Žarković     | S     | 9 maggio 1993   | Serbia               | Freshman  |
| 17 | Aniefre Etim-Thomas | C     |                 | Stati Uniti          | Junior    |
| 19 | Drew Durni          | S     |                 | Stati Uniti          | Freshman  |
| 21 | Matthew Cheape      | L     |                 | Stati Uniti          | Senior    |
| 23 | Jace Olsen          | S     | 14 gennaio 1992 | Stati Uniti          | Junior    |
| 24 | Davis Holt          | C     |                 | Stati Uniti          | Sophomore |
| 25 | Iain McKellar       | S/O   |                 | Inghilterra          | Freshman  |

## Mercato
| Acquisti | Acquisti            | Acquisti                                             | Acquisti   |
| R.       | Nome                | da                                                   | Modalità   |
| -------- | ------------------- | ---------------------------------------------------- | ---------- |
| L        | Garrett Komisarek   | Irvine Valley                                        | definitivo |
| P        | Joby Ramos          | Pacific                                              | definitivo |
| P        | Max Wechsung        | Template:Volley UNI California State Long Beach City | definitivo |
| L        | Kolby Kanetake      | Moanalua High School                                 | definitivo |
| S/O      | Ryan Leung          | Pepperdine                                           | definitivo |
| L        | Kainoa Mitchell     | Orange Coast                                         | definitivo |
| C        | Zach Radner         | Los Alamitos High School                             | definitivo |
| C        | Aniefre Etim-Thomas | Template:Volley UNI California State Long Beach City | definitivo |
| S        | Drew Durni          | Frontier High School                                 | definitivo |
| S        | Jace Olsen          | Penn State                                           | definitivo |
| S/O      | Iain McKellar       | Loughborough College                                 | definitivo |

| Cessioni | Cessioni               | Cessioni | Cessioni |
| R.       | Nome                   | a        | Modalità |
| -------- | ---------------------- | -------- | -------- |
| L        | Nick Castello          | -        | ritirato |
| C        | Shane Welch            | -        | ritirato |
| P        | Sam Biscaro            | -        | ritirato |
| S        | Steven Hunt            | -        | ritirato |
| S/O      | J.J. Mosolf            | -        | ritirato |
| S        | Stanley Hinkle         | -        | ritirato |
| C        | Jarrod Lofy            | -        | ritirato |
| S        | Harrison Carroll       | -        | ritirato |
| L        | Troy Crutchfield       | -        | ritirato |
| P        | Dominic Lile           | -        | ritirato |
| L        | Daylan Chock           | -        | ritirato |
| P        | Ka‘ahukane Leite-Ah Yo | -        | ritirato |
| C        | Brian Beith            | -        | ritirato |

## Risultati

### Division I NCAA

#### Regular season

##### Girone
| 4 gennaio 2013 Smith Fieldhouse, Provo        | Brigham Young      | 3 - 0 | Hawaii              | 25-18, 25-22, 25-17               |
| 5 gennaio 2013 Smith Fieldhouse, Provo        | Brigham Young      | 3 - 1 | Hawaii              | 25-21, 25-21, 24-26, 25-20        |
| 10 gennaio 2013 Stan Sheriff Center, Honolulu | Hawaii             | 2 - 3 | Ohio State          | 25-22, 23-25, 25-20, 17-25, 12-15 |
| 11 gennaio 2013 Stan Sheriff Center, Honolulu | Hawaii             | 2 - 3 | Penn State          | 26-24, 19-25, 25-17, 15-25, 14-16 |
| 12 gennaio 2013 Stan Sheriff Center, Honolulu | Hawaii             | 3 - 2 | UC Los Angeles      | 20-25, 25-23, 20-25, 26-24, 16-14 |
| 18 gennaio 2013 Walter Pyramid, Long Beach    | CSU Long Beach     | 3 - 2 | Hawaii              | 25-17, 25-23, 22-25, 27-29, 16-14 |
| 19 gennaio 2013 Walter Pyramid, Long Beach    | CSU Long Beach     | 3 - 0 | Hawaii              | 25-14, 25-18, 25-18               |
| 25 gennaio 2013 Stan Sheriff Center, Honolulu | Hawaii             | 3 - 2 | Pepperdine          | 19-25, 25-18, 22-25, 25-21, 15-11 |
| 27 gennaio 2013 Stan Sheriff Center, Honolulu | Hawaii             | 3 - 0 | Pepperdine          | 25-21, 25-22, 25-16               |
| 2 febbraio 2013 Stan Sheriff Center, Honolulu | Hawaii             | 2 - 3 | Stanford            | 23-25, 25-22, 31-33, 25-20, 9-15  |
| 3 febbraio 2013 Stan Sheriff Center, Honolulu | Hawaii             | 3 - 2 | Stanford            | 20-25, 25-23, 21-25, 27-25, 15-11 |
| 15 febbraio 2013 Wooden Center, Los Angeles   | UC Los Angeles     | 3 - 0 | Hawaii              | 26-24, 25-17, 25-23               |
| 16 febbraio 2013 Pauley Pavilion, Los Angeles | UC Los Angeles     | 2 - 3 | Hawaii              | 25-23, 18-25, 25-19, 23-25, 12-15 |
| 18 febbraio 2013 Bren Center, Irvine          | UC Irvine          | 3 - 2 | Hawaii              | 21-25, 25-14, 21-25, 25-17, 15-11 |
| 19 febbraio 2013 Bren Center, Irvine          | UC Irvine          | 3 - 0 | Hawaii              | 25-20, 25-22, 25-11               |
| 1º marzo 2013 Stan Sheriff Center, Honolulu   | Hawaii             | 1 - 3 | CSU Northridge      | 21-25, 25-17, 24-26, 23-25        |
| 3 marzo 2013 Stan Sheriff Center, Honolulu    | Hawaii             | 1 - 3 | CSU Northridge      | 22-25, 26-24, 19-25, 15-25        |
| 8 marzo 2013 Stan Sheriff Center, Honolulu    | Hawaii             | 3 - 2 | Southern California | 24-26, 21-25, 25-22, 26-24, 15-9  |
| 10 marzo 2013 Stan Sheriff Center, Honolulu   | Hawaii             | 3 - 2 | Southern California | 20-25, 25-21, 25-18, 23-25, 15-9  |
| 15 marzo 2013 Van Dyne Gym, Riverside         | California Baptist | 3 - 1 | Hawaii              | 25-19, 24-26, 25-19, 25-22        |
| 16 marzo 2013 Van Dyne Gym, Riverside         | California Baptist | 3 - 2 | Hawaii              | 25-14, 24-26, 23-25, 25-21, 15-13 |
| 22 marzo 2013 Stan Sheriff Center, Honolulu   | Hawaii             | 3 - 1 | Pacific             | 25-22, 25-21, 19-25, 25-23        |
| 23 marzo 2013 Stan Sheriff Center, Honolulu   | Hawaii             | 3 - 1 | Pacific             | 23-25, 25-23, 25-20, 25-20        |
| 29 marzo 2013 Stan Sheriff Center, Honolulu   | Hawaii             | 1 - 3 | UC Santa Barbara    | 23-25, 21-25, 25-18, 22-25        |
| 30 marzo 2013 Stan Sheriff Center, Honolulu   | Hawaii             | 0 - 3 | UC Santa Barbara    | 19-25, 20-25, 21-25               |
| 12 aprile 2013 RIMAC Arena, La Jolla          | UC San Diego       | 1 - 3 | Hawaii              | 20-25, 25-15, 21-25, 23-25        |
| 13 aprile 2013 RIMAC Arena, La Jolla          | UC San Diego       | 2 - 3 | Hawaii              | 27-25, 24-26, 25-19, 21-25, 11-15 |

##### Torneo MPSF
| 20 aprile 2013 - Quarti di finale Smith Fieldhouse, Provo | Brigham Young #1 | 3 - 2 | Hawaii #8 | 25-19, 20-25, 22-25, 25-12, 15-13 |

## Statistiche

### Statistiche di squadra
| Competizione    | Punti | In casa | In casa | In casa | In trasferta | In trasferta | In trasferta | Campo neutro | Campo neutro | Campo neutro | Totale | Totale | Totale |
| Competizione    | Punti | G       | V       | P       | G            | V            | P            | G            | V            | P            | G      | V      | P      |
| --------------- | ----- | ------- | ------- | ------- | ------------ | ------------ | ------------ | ------------ | ------------ | ------------ | ------ | ------ | ------ |
| NCAA Division I | .393  | 15      | 8       | 7       | 13           | 3            | 10           | 0            | 0            | 0            | 28     | 11     | 17     |
| Totale          | .393  | 15      | 8       | 7       | 13           | 3            | 10           | 0            | 0            | 0            | 28     | 11     | 17     |

G = partite giocate; V = partite vinte; P = partite perse

### Statistiche dei giocatori
| Giocatore      | Division I NCAA | Division I NCAA | Division I NCAA | Division I NCAA | Division I NCAA | Totale | Totale | Totale | Totale | Totale |
| Giocatore      | P               | PT              | AV              | MV              | BV              | P      | PT     | AV     | MV     | BV     |
| -------------- | --------------- | --------------- | --------------- | --------------- | --------------- | ------ | ------ | ------ | ------ | ------ |
| T. Averill     | 26              | 256             | 160             | 90              | 6               | 26     | 256    | 160    | 90     | 6      |
| M. Cheape      | 28              | 0               | 0               | 0               | 0               | 28     | 0      | 0      | 0      | 0      |
| A. Etim-Thomas | 7               | 6               | 3               | 3               | 0               | 7      | 6      | 3      | 3      | 0      |
| D. Holt        | 27              | 214             | 120             | 91              | 3               | 27     | 214    | 120    | 91     | 3      |
| K. Kanetake    | 14              | 0               | 0               | 0               | 0               | 14     | 0      | 0      | 0      | 0      |
| R. Leung       | 2               | 0               | 0               | 0               | 0               | 2      | 0      | 0      | 0      | 0      |
| J. Marks       | 24              | 319             | 248             | 48              | 23              | 24     | 319    | 248    | 48     | 23     |
| J. Olsen       | 27              | 135             | 100             | 24              | 11              | 27     | 135    | 100    | 24     | 11     |
| H. Phelps      | 14              | 3               | 3               | 0               | 0               | 14     | 3      | 3      | 0      | 0      |
| J. Ramos       | 27              | 78              | 26              | 38              | 14              | 27     | 78     | 26     | 38     | 14     |
| B. Sedore      | 28              | 456             | 352             | 59              | 45              | 28     | 456    | 352    | 59     | 45     |
| J. Timmer      | 28              | 44              | 13              | 15              | 16              | 28     | 44     | 13     | 15     | 16     |
| M. Wechsung    | 24              | 23              | 9               | 9               | 5               | 24     | 23     | 9      | 9      | 5      |
| N. West        | 23              | 115             | 69              | 42              | 4               | 23     | 115    | 69     | 42     | 4      |
| S. Žarković    | 26              | 404             | 322             | 61              | 21              | 26     | 404    | 322    | 61     | 21     |

P = presenze; PT = punti totali; AV = attacchi vincenti; MV = muri vincenti; BV = battute vincenti

## Premi individuali
- Siniša Žarković:

All-MPSF Freshman Team